# 리경식
리경식(李景植, 1948년 9월 - )은 조선민주주의인민공화국의 정치인이다. 내각 농업상이다.

## 경력
1948년 9월에 태어났다. 계응상사리원농업대학을 졸업했으며, 남포대학 과장을 거쳐 1966년 농업과학원 원산분원에서 근무했다. 1996년 계응상사리원농업대학 학장에 임명되었고, 2002년 농업과학원 부원장을 지낸 이후 2003년 7월 내각 농업상에 임명되었다. 2009년 1월 농업상에서 물러났다가 2011년 1월 농업상을 다시 맡아 재임 중이다.

## 최고인민회의 대의원
1998년 7월 최고인민회의 제10기 대의원으로 선출되었으며, 2003년 9월 제11기 대의원을 지냈다.

## 기타
2008년 10월 박성철 사망 당시 국가장의위원회 위원을 맡았다.